# Dischidia rimicola
Dischidia rimicola är en oleanderväxtart som beskrevs av Kerr. Dischidia rimicola ingår i släktet Dischidia och familjen oleanderväxter. Inga underarter finns listade i Catalogue of Life.